# Травопільне землеробство
Травопільне землеробство — система землеробства, за якої частина орної землі в сівозміні зайнята багаторічними травами, які є кормовою базою і головним засобом підтримання родючості ґрунту.
Перехідна травопільна система землеробства, розроблена академіком Вільямсом В.Р. , з періодичною зміною на полі однорічних культур багаторічними травами широко поширилась у тридцятих роках ХХ ст.. За цієї системи значні площі відводились для висівання сумішей багаторічних злакових i бобових трав з метою поліпшення родючості i структури ґрунтів.
Поряд з сівозмінами в травопільній системі землеробства велике значення відводилося обробіткові ґрунту,  широко впроваджувалася система зяблевого обробітку,  що складалася з лущення стерні та оранки.  Значно підвищилася якість обробітку завдяки появі плугів з передплужниками і поглибленню орного шару,  особливо на дерново-підзолистих ґрунтах. 
За використання травопільної системи мало вносили органічних i мінеральних добрив. Ефективність цієї системи землеробства в Україні знижувалась також i внаслідок не обґрунтованої заміни озимої пшениці ярою, менш урожайною. В сучасних сівозмінах високу питому вагу багаторічні трави займають лише на кормових угіддях та ерозованих землях.